# Linisa hindsi
Linisa hindsi is een slakkensoort uit de familie van de Polygyridae. De wetenschappelijke naam van de soort werd voor het eerst geldig gepubliceerd in 1845 door L. Pfeiffer.